# Baccio Pontelli

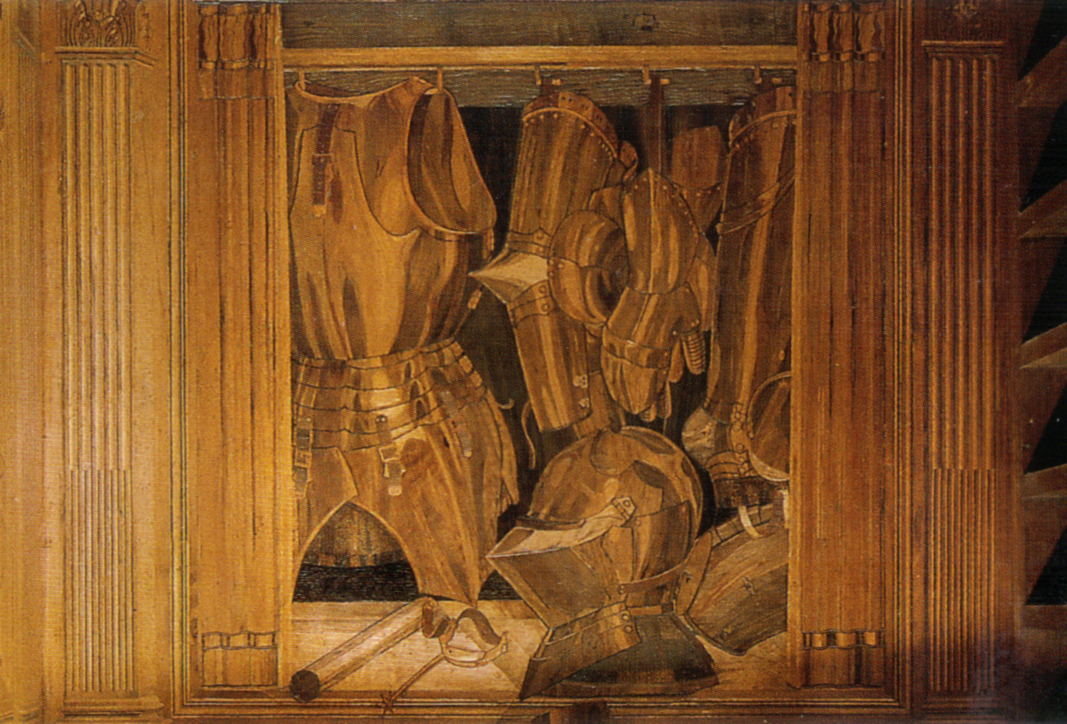
Fusteria de mosaic.

Baccio Pontelli (Florència, ~1450 — Urbino, 1492) va ser un arquitecte italià del Renaixement.

## Biografia
Es va formar amb Giuliano i Benedetto da Maiano a Florència, i després va rebre la influència de Francesco di Giorgio Martini durant la seua estada a Urbino (1480 - 1482).
Va conrear la taracea (intarsia) a Florència i després a Urbino. Va treballar a l'Studiolo del duc Frederic III de Montefeltro al Palau Ducal d'Urbino, fent les boiseries en trompe-l'oeil segons dissenys (probables) de Francesco di Giorgio i de Botticelli, així com les de l'Studiolo de Guidobald I de Montefeltro a Gubbio.
A Roma i com a arquitecte, va participar (segons Vasari) al programa papal de construcció i de renovació urbana. Entre els seus projectes cal destacar: 
- Santa Aurea
- Pont Sisto
- L'hospital Santo Spirito
- L'església de Sant'Agostino
- Renovació de la façana de Santa Maria del Popolo
- San Pietro in Vincoli

Al final de la seua vida va treballar a les fortaleses militars de Jesi, Òstia, Osimo i Senigallia.